# Charles de Freycinet
Charles de Freycinet (ur. 14 listopada 1828 w Foix, zm. 14 maja 1923 w Paryżu) – polityk francuski, czterokrotny premier Francji.
Z zawodu inżynier górniczy, ujawnił talent organizacyjny jako zarządca kompanii kolejowej Compagnie de chemins de fer du Midi od 1858 roku. Polityką zajął się dopiero w roku 1870, podczas wojny francusko-pruskiej, kiedy pomagał Gambetcie przy reorganizacji armii. Rozwinął godną podziwu działalność, organizował nowe korpusy wojsk, zaopatrywał je w broń i amunicję, tworzył plany walk. Naraził się przy tym na niechęć wielu oficerów, którzy nawet występowali z armii.
Od 1876 roku był senatorem z ramienia republikańskiej lewicy. Mandat senatora utrzymał do 1920. W grudniu 1877. objął pierwsze stanowisko w rządzie, zostając ministrem robót publicznych. Potwierdził tam swoje talenty organizatorskie, znacznie rozwijając i modernizując sieć kolei i kanałów we Francji (wprowadził tzw. Gabaryt Freycineta). W grudniu 1879 został po raz pierwszy premierem i ministrem spraw zagranicznych, wskutek utraty poparcia Gambetty zrezygnował we wrześniu 1880. W styczniu 1882 ponownie został premierem i ministrem spraw zagranicznych, był nim do sierpnia 1882, kiedy jego rząd utracił zaufanie parlamentu z powodu dopuszczenia do utraty wpływów francuskich w Egipcie. W kwietniu 1885 powrócił jako minister spraw zagranicznych w rządzie Henri Brissona, którego następnie ponadto zastąpił na stanowisku premiera w styczniu 1886. Rząd jego upadł w grudniu 1886. Freycinet startował następnie bez powodzenia w wyborach na prezydenta Republiki przeciw Carnotowi.
W kwietniu 1888 Freycinet został ministrem wojny w gabinecie Charles Floqueta, będąc pierwszym cywilem na tym stanowisku od 1848. Utrzymał je następnie przez 5 lat, podczas kilku kolejnych rządów. Francja zawdzięcza mu w tym okresie reorganizację i modernizację armii. W okresie od marca 1890 do lutego 1892 był ponadto po raz czwarty premierem, który okres został zdominowany we Francji przez gorące debaty na temat roli Kościoła, co doprowadziło do upadku rządu. W styczniu 1893 zrezygnował z teki ministra wojny, na tle skandalu korupcyjnego dotyczącego budowy Kanału Panamskiego. Ponownie był ministrem wojny jeszcze na krótki czas między listopadem 1898 a majem 1899.
W latach 1915–1916 był ministrem bez teki. Napisał między innymi: La guerre en province pendant le siege de Paris (1872) i Souvenirs (3 t., 1911–1913). W 1882 został członkiem Akademii Nauk, a w 1890 Akademii Francuskiej (fotel 1).
Napisał: Essais sur la philosophie des sciences (1895), Souvenirs (1911—1913, 2 tomy).
Oficer Legii Honorowej.